# Geoffrey Bryan Bentley
(Geoffrey) Bryan Bentley (16 de julho de 1909 - 12 de setembro de 1996) foi um cónego de Windsor de 1957 a 1982.

## Carreira
Ele foi educado no King's College, em Cambridge.
Ele foi nomeado:
- Curador assistente, St Cuthbert's, Copnor 1933-1935
- Tutor da Scholae Cancellarii, Lincoln 1935 -1938
- Palestrante 1938 - 1952
- Padre Vigário, Catedral de Lincoln 1938 - 1952
- Proctor em Convocation 1945-1955
- Reitor, Milton Abbot com Dunteron 1952-1957
- Capelão examinador do bispo de Exeter 1952-1974;

Ele foi nomeado para a décima primeira bancada da Capela de St George, Castelo de Windsor em 1957, e manteve a posição até 1982.